# Predigerwitwenhaus
El Predigerwitwenhaus es un edificio catalogado en el centro norte de la ciudad de Potsdam, Breite Straße 14.

## Arquitectura
El edificio enlucido de nueve ejes tiene tres plantas con cubierta a dos aguas. La fachada de la planta baja recibió un enlucido de sillería. Pilastras dividen los dos pisos superiores sobre una cornisa. El frontón triangular sobre el cuerpo de vanguardia central de tres ejes permaneció del edificio anterior. El frontón está adornado con adornos de hojas y la insignia del Gran Elector Friedrich Wilhelm. El sombrero electoral corona el cetro electoral representado en un cartucho de volutas. Debajo, en una hornacina redonda, se encuentra el busto del elector, que probablemente procede del taller del escultor holandés Bartholomeus Eggers. Se consultó a Karl Friedrich Schinkel para la colocación del nicho de figuras.

## Historia
La casa de la viuda del primer predicador, donada por la electora Dorothea, fue construida alrededor de 1674 sobre los cimientos de una antigua casa de guardabosques y alcalde. El convento, equipado con 12 apartamentos para viudas y huérfanos, preferiblemente por predicadores reformados y funcionarios escolares, así como un cuidador, abrió sus puertas en 1682. Sin embargo, la carta de fundación solo fue emitida por el elector Friedrich III. el 1 Firmado en febrero de 1697. Johann Gregor Memhardt probablemente diseñó el edificio al estilo del palladianismo holandés, que fue ejecutado por Joachim Ernst Bläsendorf . Uno de los inspectores espirituales de 1693 a 1741 fue el teólogo y cofundador de la Real Academia de Ciencias de Prusia Daniel Ernst Jablonski.
La casa estaba en un estado ruinoso en 1813 debido a daños por humedad. El gobierno real en Potsdam sugirió a Federico Guillermo III de Prusia en enero de 1824 antes de la demolición. El 17 El 1 de agosto de 1826 se colocó la primera piedra del nuevo edificio ampliado con 23 apartamentos para viudas. Completado en 1827, el edificio residencial en formas clasicistas fue construido según los planos del oficial de gobierno y construcción Carl Wilhelm Redtel. El "Inspector de construcción Brandt" y Christian Heinrich Ziller se encargaron de la ejecución. La casa de la viuda del predicador se usó como vivienda hasta 2006 y fue vendida a un inversionista privado por la iglesia evangélica.